# Almaluez
Almaluez bezeichnet einen Bergort und eine Gemeinde (municipio) mit nur noch 124 Einwohnern (Stand: 2024) im Südosten der Provinz Soria in der Autonomen Gemeinschaft Kastilien-León. Zur Gemeinde gehören auch die in den 1970er Jahren eingemeindeten Weiler (pedanías) Aguaviva de la Vega, Chércoles und Puebla de Eca. Die katholische Kirchengemeinde gehört zum Bistum Osma-Soria.

## Lage und Klima
Der Ort Almaluez liegt in der Berglandschaft im Südwesten der Provinz Soria in einer Höhe von ca. 825 bis 925 m. Die Entfernung zur nördlich gelegenen Provinzhauptstadt Soria beträgt ca. 70 km (Fahrtstrecke). Das Klima ist gemäßigt bis warm; Regen (ca. 445 mm/Jahr) fällt übers Jahr verteilt.

## Bevölkerungsentwicklung
| Jahr      | 1857 | 1900 | 1950 | 2000 | 2017 |
| Einwohner | 518  | 466  | 465  | 303  | 148  |

Die zunehmende Mechanisierung der Landwirtschaft und der daraus resultierende Verlust an Arbeitsplätzen haben in hohem Maße zu dem deutlichen Rückgang der Bevölkerung in der zweiten Hälfte des 20. Jahrhunderts beigetragen.

## Wirtschaft
Die Gemeinde lebte jahrhundertelang ausschließlich vom Getreideanbau (Gerste und Weizen), der hauptsächlich für die Selbstversorgung betrieben wurde; auch Viehhaltung (Schafe, Ziegen, Hühner) fand in geringem Maße statt. Der Ort Almaluez diente als merkantiles, handwerkliches und kulturelles Zentrum für die Dörfer, Weiler und Einzelgehöfte in seiner Umgebung. Heute spielt die Landwirtschaft immer noch die wichtigste Rolle, doch sind auch geringfügige Einnahmen aus dem Tourismus (Vermietung von Ferienwohnungen) zu verzeichnen.

## Geschichte
Über die Geschichte der Gemeinde ist nur sehr wenig bekannt. Nach der arabisch-maurischen Eroberung entvölkerten sich weite Gebiete im Norden der Iberischen Halbinsel. Im 10. Jahrhundert begann unter dem kastilischen Grafen Gonzalo Téllez die in der zweiten Hälfte des 11. Jahrhunderts unter Alfons VI. vollendete Rückeroberung (reconquista) Altkastiliens. In dieser Zeit wurde die Gegend von Siedlern aus dem christlichen Norden neu- oder wiederbesiedelt (repoblación). Im Jahr 1597 kamen Teile der heutigen Gemeinde in den Besitz der Familie Hurtado de Mendoza; damit begann eine kurze wirtschaftliche und kulturelle Blütezeit.

## Sehenswürdigkeiten
Almaluez
- Einzige Sehenswürdigkeit des Ortes ist die Kirche Santa María Magdalena aus dem 16. Jahrhundert.

Chércoles
- Die Kirche Nuestra Señora de Rueda zeigt deutliche Anklänge an die Spätgotik.

Puebla de Eca
- Möglicherweise entstammt die Burgruine im Weiler Puebla de Eca noch der Maurenzeit.
- Die Kirche entstand im 16. Jahrhundert; der massive Glockenturm scheint älter zu sein.
- Die von vier Diensten begleitete Gerichtssäule (rollo oder picota) wurde in der Zeit um 1600 errichtet.